# Kōfuku Graffiti
Kōfuku Graffiti (幸腹グラフィティ?, Kōfuku Gurafiti, lett. "Graffiti della pancia felice"), altresì noto come Happy Cooking Graffiti oppure Gourmet Girl Graffiti, è un manga yonkoma scritto e disegnato da Makoto Kawai, serializzato sul Manga Time Kirara Miracle! di Hōbunsha dal 16 gennaio 2012 al 16 settembre 2016. Un adattamento anime, prodotto da Shaft, è stato trasmesso in Giappone tra l'8 gennaio e il 26 marzo 2015.

## Trama
Ryō Machiko è una studentessa di seconda media che vive da sola da quando è morta sua nonna e che, nonostante sia eccezionalmente brava a cucinare, ha l'impressione che la sua cucina non abbia un buon sapore. Dopo l'incontro con la sua cugina di secondo grado, Kirin Morino, la quale deve passare i fine settimana con lei a Tokyo per frequentare la scuola preparatoria, Ryō scopre qual è il segreto per far diventare il cibo veramente saporito: mangiare insieme agli amici e in famiglia.

## Personaggi

La protagonista Ryō Machiko

Ryō Machiko (町子 リョウ?, Machiko Ryō)
Doppiata da: Rina Satō
Una ragazza al secondo anno delle medie che vive da sola e che ha un talento naturale per la cucina.
Kirin Morino (森野 きりん?, Morino Kirin)
Doppiata da: Asuka Ōgame
La cugina di secondo grado di Ryō che passa i fine settimana con lei per frequentare la scuola preparatoria.
Shiina (椎名?)
Doppiata da: Mikako Komatsu
Un'amica di Ryō delle scuole medie.
Tsuyuko (露子?)
Doppiata da: Yū Kobayashi
Una cameriera della residenza di Shiina.
Akira Machiko (町子 明?, Machiko Akira)
Doppiata da: Ai Nonaka
La zia di Ryō.
Yuki Uchiki (内木 ユキ?, Uchiki Yuki)
Doppiata da: Yuka Iguchi
Nonna di Ryō (リョウの祖母?, Ryō no sobo)
Doppiata da: Tamie Kubota
La nonna di Ryō che è morta prima dell'inizio della storia. È colei che ha insegnato tutto sulla cucina a Ryō, anche se più tardi si scopre che in realtà un tempo era una terribile cuoca e che poi si impegnò a migliorare in cucina solo per la felicità di sua nipote.
Watanabe (渡辺さん?, Watanabe-san)
Doppiato da: Akeno Watanabe
Un bibliotecario che è un vecchio amico di Ryō e sua nonna.

## Media

### Manga
Il manga, scritto e disegnato da Makoto Kawai, è stato serializzato sulla rivista Manga Time Kirara Miracle! di Hōbunsha dal 16 gennaio 2012 al 16 settembre 2016. I vari capitoli sono stati raccolti in sette volumi tankōbon, che sono stati pubblicati tra il 26 gennaio 2013 e il 27 settembre 2016.

#### Volumi
| Nº | Data di prima pubblicazione | Data di prima pubblicazione | Data di prima pubblicazione |
| Nº | Giapponese                  | Giapponese                  |                             |
| -- | --------------------------- | --------------------------- | --------------------------- |
| 1  | 26 gennaio 2013             | ISBN 978-4-8322-4258-6      |                             |
| 2  | 27 settembre 2013           | ISBN 978-4-8322-4352-1      |                             |
| 3  | 27 marzo 2014               | ISBN 978-4-8322-4419-1      |                             |
| 4  | 25 dicembre 2014            | ISBN 978-4-8322-4508-2      |                             |
| 5  | 27 marzo 2015               | ISBN 978-4-8322-4545-7      |                             |
| 6  | 26 dicembre 2015            | ISBN 978-4-8322-4648-5      |                             |
| 7  | 27 settembre 2016           | ISBN 978-4-8322-4745-1      |                             |

### Anime
La serie televisiva anime, prodotta dallo studio Shaft e diretta da Naoyuki Tatsuwa, è andata in onda dall'8 gennaio al 26 marzo 2015. La composizione della serie è stata affidata a Mari Okada, mentre il character design è stato sviluppato da Kazuya Shiotsuki. Le sigle di apertura e chiusura sono rispettivamente Shiawase ni tsuite watashi ga shitteiru itsutsu no hōhō (幸せについて私が知っている５つの方法? lett. "I cinque modi che conosco per diventare per felice") di Maaya Sakamoto ed Egao ni naru (笑顔になる? lett. "Diventa un sorriso") di Rina Satō e Asuka Ōgame. In America del Nord gli episodi sono stati trasmessi in streaming, in contemporanea col Giappone, da Crunchyroll, mentre i diritti di distribuzione digitale ed home video sono stati acquistati da Sentai Filmworks.

#### Episodi
| Nº | Titolo italiano (traduzione letterale) Giapponese 「Kanji」 - Rōmaji                                                                 | In onda          | In onda |
| Nº | Titolo italiano (traduzione letterale) Giapponese 「Kanji」 - Rōmaji                                                                 | Giapponese       |         |
| 1  | Tiepido, succoso. 「ほかほか、じゅわっ。」 - Hokahoka, juwa.                                                                         | 8 gennaio 2015   |         |
| 2  | Soffice, sfrigolante. 「ふんわり、ゴガガガッ。」 - Funwari, gogagaga.                                                                | 15 gennaio 2015  |         |
| 3  | Sostanzioso, gocciolante. 「ショクショク、トロッ。」 - Shokushoku, toro.                                                             | 22 gennaio 2015  |         |
| 4  | Umido, croccante. 「じんわり、バリリッ。」 - Jinwari, bariri.                                                                        | 29 gennaio 2015  |         |
| 5  | Slurp, gulp. 「ぢゅるるんっ、ごくん。」 - Jururun, gokun.                                                                            | 5 febbraio 2015  |         |
| 6  | Caldo, filante. 「あつあつ、もちもち。」 - Atsuatsu, mochi mochi.                                                                    | 12 febbraio 2015 |         |
| 7  | Sfrigolio, pop. 「ジュー、プシーッ。」 - Jū, pushī.                                                                                  | 19 febbraio 2015 |         |
| 8  | Bollente, chomp. 「ほくほく、はぷっ。」 - Hokuhoku, hapu.                                                                            | 26 febbraio 2015 |         |
| 9  | Sobbollito, fumigante… 「グツグツ、ヘは……。」 - Gutsugutsu, heha.                                                                    | 5 marzo 2015     |         |
| 10 | Gommoso, sciolto. 「はもはも、みちちっ。」 - Hamohamo, michichi.                                                                     | 12 marzo 2015    |         |
| 11 | Chop-chop, slurp. 「ジャキジャキ、ずるるっ。」 - Jakijaki, zururu.Croccante, lucido. 「シャクッ、テリツヤ～。」 - Shaku, teritsuya~. | 19 marzo 2015    |         |
| 12 | Assorbito, da spremere. 「しみしみ、むぎゅっ。」 - Shimishimi, mugyu.                                                                | 26 marzo 2015    |         |